# Viaticum
Viaticum er et latinsk ord hvis egentlige betydning er "rejsekost, proviant".
I den romersk-katolske kirke betegner viaticum ("det hellige vandringsbrød") den indviede hostie (alterets sakramente) som præsten giver til en døende.
Flere danske ordbøger og leksika påstår, at der desuden findes et ord, beaticum, som betyder det samme som viaticum. Dette er urigtigt: beaticum skyldes en høre- eller huskefejl, muligt påvirket af ordet beatus ("salig"), og det er derefter blevet kopieret fra den ene ordbog til den anden.